# Фогт, Карина
Карина Фогт (нем. Carina Vogt; род. 5 февраля 1992 года) — бывшая немецкая прыгунья с трамплина, первая в истории олимпийская чемпионка в прыжках с трамплина, пятикратная чемпионка мира.

## Карьера
На международной арене дебютировала в 2004 году на международных соревнованиях в Майнерцхагене. В 2008 году впервые попала на подиум континентального кубка на этапе в Байрсброне, а два года спустя на том же трамплине добыла первую профессиональную победу.
В январе 2012 года дебютировала в Кубке мира на этапе в Хинтерцартене, где заняла 35-е место, а на следующий день там же замкнула сильнейшую тридцатку, заработал первое кубковое очко.
Год спустя, в феврале 2013 года, на этапе в японском Дзао заняла третье место, завоевав первый подиум в Кубке мира. В том же месяце принимала участие в чемпионате мира, где завоевала бронзу в смешанном первенстве на нормальном трамплине, а в личном турнире стала пятой.
В олимпийском сезоне немка покорила шесть кубковых подиумов до Олимпийских игр и отправилась в Сочи в качестве одного из фаворитов личного первенства. Одержав там победу, Карина стала первой в истории олимпийской чемпионкой. Карина показала лучший результат в первой попытке, а во второй попытке — пятый, но запаса хватило, чтобы опередить Даниэлу Ирашко-Штольц на 1,2 балла.
В феврале 2015 года завоевала два золота на чемпионате мира в шведском Фалуне, одержав победу в личном первенстве и в командном миксте.
Через два года на чемпионате мира 2017 года в финском Лахти Карина смогла повторить свой успех и стала первой двукратной чемпионкой мира среди женщин в личном первенстве на нормальном трамплине.
На Олимпийских играх 2018 года заняла пятое место в личном первенстве.
На чемпионате мира 2019 года в Зефельде выиграла золото в составе сборной Германии в командных соревнованиях на нормальном трамплине (вместе с Юлианой Зайфарт, Рамоной Штрауб и Катариной Альтхаус). В личном первенстве заняла 10-е место. Фогт не была включена в состав смешанной сборной Германии, которая победила в командных прыжках (в женской части соревнований от Германии выступали Альтхаус и Зайфарт).
Летом 2019 года во время тренировки в Австрии получила разрыв крестообразной связки правого колена и полностью пропустила сезон 2019/20. Вернулась на этапы Кубка мира в январе 2021 года.
20 мая 2022 года объявила о завершении спортивной карьеры.

## Результаты на крупнейших соревнованиях

### Олимпийские игры
| Олимпийские игры | Нормальный трамплин |
| ---------------- | ------------------- |
| 2014 Сочи        | 1                   |
| 2018 Пхёнчхан    | 5                   |

### Чемпионаты мира
| Чемпионат мира      | Нормальный трамплин | Большой трамплин | Нормальный трамплин, команда | Нормальный трамплин, смешанная команда |
| ------------------- | ------------------- | ---------------- | ---------------------------- | -------------------------------------- |
| 2013 Валь-ди-Фьемме | 5                   | н/д              | н/д                          | 3                                      |
| 2015 Фалун          | 1                   | н/д              | н/д                          | 1                                      |
| 2017 Лахти          | 1                   | н/д              | н/д                          | 1                                      |
| 2019 Зефельд        | 10                  | н/д              | 1                            | —                                      |
| 2021 Оберстдорф     | 30                  | —                | —                            | —                                      |